# Villa Baggås

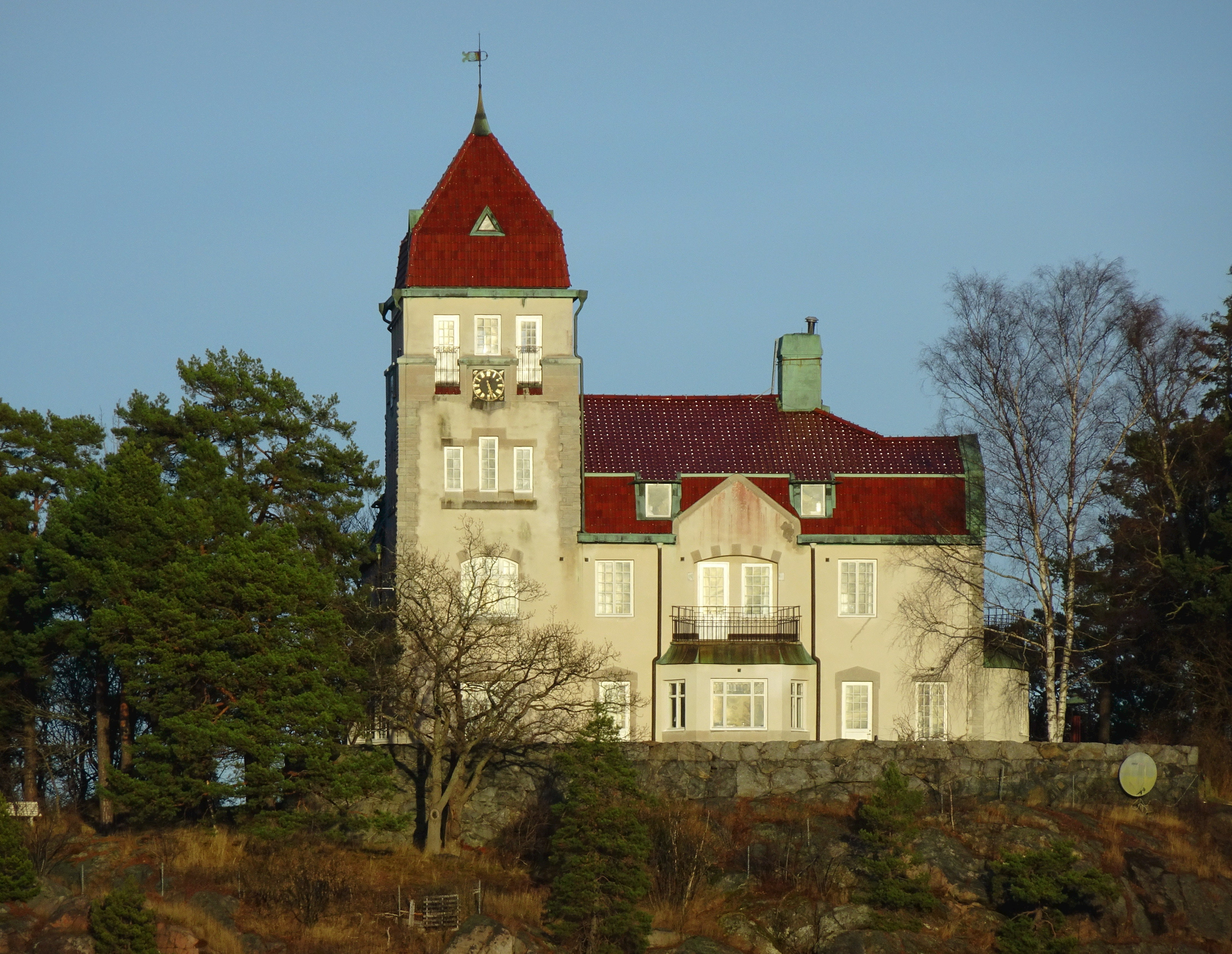
Villa Baggås, december 2015.

Villa Baggås är en villa på Ekorrbacken 7 i Saltsjöbaden i  Nacka kommun. Byggnaden ritades av arkitektkontoret Ullrich & Hallquisth på uppdrag av generalkonsul Olof Söderberg. Huset uppfördes 1909–1910 på en hög kulle ovanför Neglingeviken och blev mycket påkostat. Efter en skiftande historia innehåller byggnaden i dag ett buddhistiskt centrum.

## Arkitektur

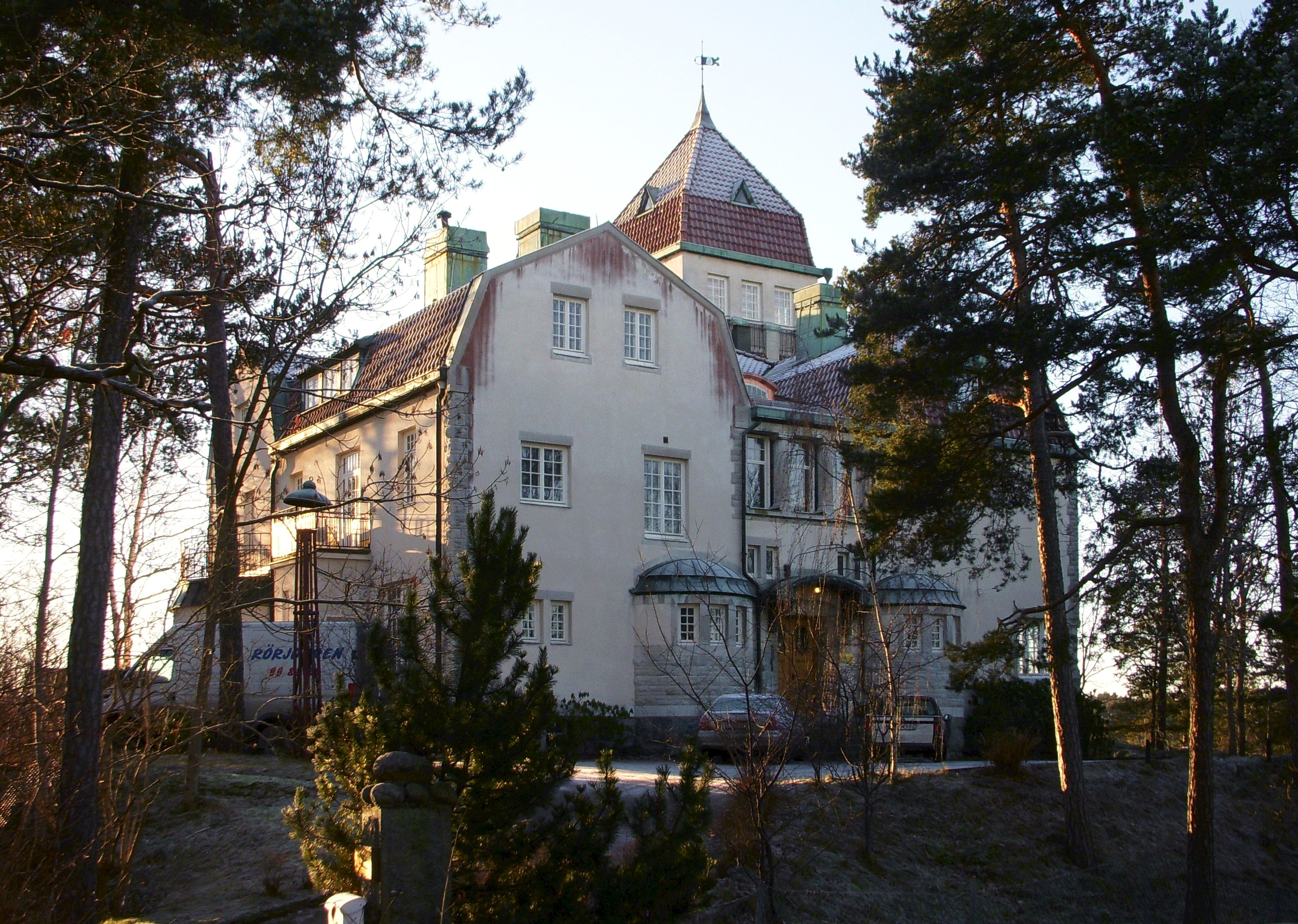
Entrésidan, december 2008.

Byggnaden är en tvåvåningsvilla med ett kyrkliknande torn som reser sig fyra våningar över byggnaden; tornet har även ett kyrkliknande tornur som vid den senaste renoveringen återställdes. Klockan ringer varje halvtimme mellan klockan sju på morgonen och klockan nio på kvällen. På grund av sitt kyrkliknade utseende kallades byggnaden i folkmun även för Söderbergs kyrka. Taken och tornets övre del pryds med glaserat tegel från Holland.
Tidskriften Idun från den 3 september 1916 presenterar Villa Baggås enligt följande:
| ” | Man kommer in i en hall med vackra proportioner och svagt rundade hvalfbågar och kring denna gruppera sig rummen på nedre botten. Midt för entrén ligger stora salongen, som med en balustrad är afdelad i en del af sin längd, så att man får ett blomsterrum med palmer närmast de höga fönstren och en mera vinterlik del af det stora rummet för sällskaplighet. Konstverken på väggarna förskrifva sig från Hesselbom, O. W. Nilsson och Thörne, den sistnämnde, som är representerad med flera taflor i de andra rummen, har hämtat sina motiv från generalkonsul Söderbergs egendom Gryt i Närke. | „ |

## Villans vidare öden
Byggherren Söderberg sålde fastigheten 1917 till en annan privatperson. Huset blev pensionärshem för ett år 1924, från 1926 till 1939 var det pensionat. Pingströrelsen tog över huset 1967 och 1981 tog Lewi Pethrusstiftelsen över och drev ett behandlingshem för missbrukande kvinnor fram till 1989 då de nuvarande ägarna tog över och förvandlade fastigheten till ett buddhistiskt kulturcentrum.  Byggnaden som efter andra världskriget var förfallen har successivt renoverats upp till dagens goda skick.

## Huset idag
Huset är i dag ett buddhistiskt kulturcentrum och det svenska högkvarteret för rörelsen Soka Gakkai, en världsomspännande rörelse med ursprung i Japan som har 12 miljoner medlemmar i 156 länder.

## Interiörer 1916[2]

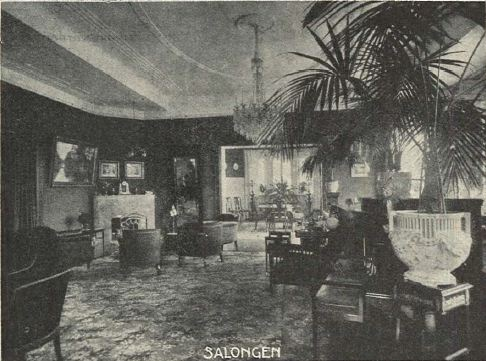
Salongen
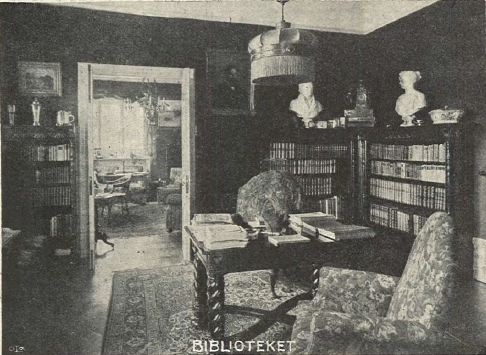
Biblioteket
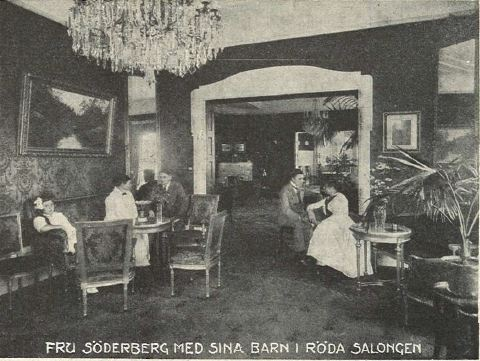
Röda Salongen
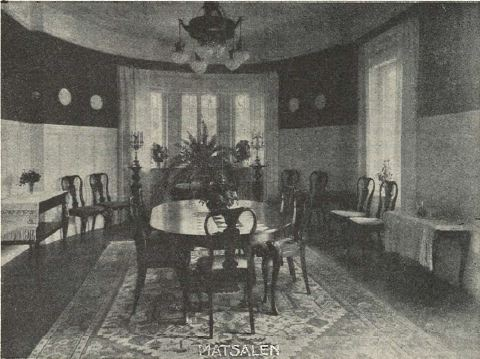
Matsalen